# Restitucijski edikt
Restitucijski edikt je odlok cesarja Ferdinanda II. z dne 6. marca 1629, po katerem je treba lastništvo cerkvenih posesti vrniti na stanje iz leta 1552, ko je bil sklenjen passavski sporazum. Odlok je povzročil veliko nasprotovanje protestantov pa tudi nezadovoljstvo katolikov in je podaljšal vojno za 18 let, do 1648.

## Razlogi, ki so pripeljali do edikta
Augsburški verski mir iz 1555 je dajal pravico izbire veroizpovedi posvetnim zemljiškim gospodom, ne pa tudi cerkvenim. Če so se ti odločili za protestantizem, so morali zemljo prepustiti katoliškim gospodarjem (pravilo cerkvene rezervacije, reservatorum ecclesiasticum, ki je zagotavljalo ohranjanje katoliških cerkvenih posestev iz leta 1552). Tega določila v protestantizem spreobrnjeni zemljiški gospodje niso upoštevali. Cesarja Ferdinand I. in Maksimilijan II. sta dajala prednost političnemu miru in odloka nista izvajala. Tako je mnogo cerkvene zemlje prešlo v protestantske roke in bilo sekularizirane, med njimi nadškofiji Bremen (1560) in Magdeburg (1566), sedem škofij in nad 500 samostanov.
Poleg tega je Ferdinand I, da bi si pridobil strpnost protestantov, listinam augsburškega verskega miru dodal dodatno razlago (Declaratio Ferdinandea), po kateri zagotavlja versko svobodo tudi plemičem in cesarskim mestom na cerkvenih posestvih. Določilo vnaša  zmedo v pravilo cuius regio - eius religio, katoličani pa ga niso priznavali tudi zato, ker nikdar ni bilo potrjeno na državnem zboru in ker § 28 augsburškega verskega miru izrecno prepoveduje dopolnilne razlage. Tako so si bile protestantske in katoliške razlage augsburškega verskega miru ves čas navskriž.

## Izvajanje edikta
Ferdinand II. je z restitucijskim ediktom dosledno uveljavil katoliško interpretacijo, brez možnosti ugovora na sodišču, in jo začel uresničevati z vojsko. Restitucionalizirane je bilo veliko protestantske zemlje. Severnonemški knezi so poklicali na pomoč švedskega kralja Gustava II. Adolfa, kar se je ujemalo z njegovimi interesi in 1630 je vdrl v Nemčijo. Tridesetletna vojna se je nadaljevala.
1635 je bil Ferdinand II. z mirom v Pragi prisiljen umakniti restitucijski edikt, ki pa je bil odpravljen šele z vestfalskim mirom 1648.